# Сейшу-де-Маньозеш
Сейшу-де-Маньозеш (порт. Seixo de Manhoses)  —  населённый пункт и район в Португалии,  входит в округ Браганса. Является составной частью муниципалитета  Вила-Флор. По старому административному делению входил в провинцию Траз-уж-Монтиш и Алту-Дору. Входит в экономико-статистический  субрегион Доуру, который входит в Северный регион. Население составляет 501 человек на 2001 год. Занимает площадь 8,80 км².